# وزارة الشباب والرياضة (العراق)
وزارة الشباب والرياضة هي أحد وزارات الحكومة العراقية، وتختص بشؤون الشباب والرياضة.